# Герб Вишгородського району
Герб Ви́шгородського райо́ну — офіційний символ Вишгородського району Київської області. Затверджений рішенням сесії районної ради 7 жовтня 2004 року. Автор — В. Климик.

## Опис
Герб являє собою геральдичний щит облямований золотом та розтятий срібним хвилястим нитяним стовпом на синє і пурпурове поля. У правому синьому полі зображено золотий давньоруський однокупольний храм, у лівому пурпуровому — золоту фігуру княгині Ольги з золотим німбом навколо голови, у піднесеній до грудей правиці вона тримає золотий хрест, а в опущеній лівиці — золотий згорнутий сувій.
На великому гербі — щит увінчаний срібною квіткою калини й оточений бронзовим вінком із гілок сосни, дуба, вільхи й калини.

## Значення
Однокупольний храм зображує найстародавнішу святиню Вишгородського району — Борисо-Глібський собор у тому вигляді, яким він був в Х столітті за описом архітектурно-археологічних досліджень. Срібна хвиляста смуга символізує річку Дніпро, яка розділяє область на дві частини. Синій колір символізує велич і красу; золото означає багатство, силу, вірність; пурпур — гідність, могутність, шляхетне походження.
Вінок із гілок сосни, дуба вільхи й калини зображує характерну для району рослинність, а квітка калини символізує Київську область до якої входить Вишгородщина.